# آیدین حسینف
آیدین حسینف (ترکی آذربایجانی: Aydın Hüseynov) استادبزرگ شطرنج اهل جمهوری آذربایجان است.

## زندگی‌نامه
آیدین حسینف در ۳۱ اوت سال ۱۹۵۷ زاده شد. اولین قدم‌های خود را در بازی شطرنج در کلاس ولادیمیر باگیروف در باشگاه «بوروستنیک» برداشت. بعد از «ولادیمیر ماکوگونوف» آموزش شطرنج دید. او فاقد مربی در طول کارنامه شطرنجی خود بود و جزئیات این بازی را خودش آموخت. در سال ۱۹۸۸، عنوان استاد بین‌المللی شطرنج را کسب کرد (سومین استادبزرگ در تاریخ شطرنج آذربایجان). بین سال‌های ۱۹۹۱ تا ۱۹۹۶ مسئولیت مربیگری فدراسیون شطرنج کشور قطر را به عهده داشت.

## حریم شخصی
همسر وی- «المیرا علی‌اوا»، استاد بین‌المللی شطرنج است که در مجموع ۱۳ مرتبه برنده مسابقه آذربایجان شده و اولین زنان شطرنجی آذربایجانی موفق به کسب عنوان استاد شطرنج در تاریخ این کشور می‌باشد.
پسرش «المیر حسینف» نیز که دارنده عنوان استاد بین‌المللی شطرنج است، مسابقه شطرنج جوانان آذربایجان و مسابقه شطرنج آذربایجان در سال ۲۰۰۷ را برده‌است.

## دستاوردها
آیدین حسینف چه در مسابقات شطرنج برگزار شده در کشورهای قفقاز همچون آذربایجان، گرجستان و ارمنستان و چه در مسابقات سراسری شوروی موفق به پیروزی‌هایی شده‌است.

### مسابقات قفقاز جنوبی
- رتبه اول در مسابقه قفقاز جنوبی در گنجه (سال ۱۹۸۲)
- رتبه سوم در مسابقه قفقاز جنوبی در تفلیس (سال ۱۹۸۴)
- رتبه اول در مسابقه سراسری «اوروژای» (سال ۱۹۸۳)
- رتبه دوم در مسابقه سراسری شطرنج شوروی در تیومن (سال ۱۹۸۷)
- رتبه دوم در مسابقه سراسری شطرنج شوروی در اوژهورود (سال ۱۹۸۸)
- رتبه دوم در مسابقه سراسری شطرنج شوروی در خرسون (سال ۱۹۹۰)
- رتبه اول در مسابقه جمهوری آذربایجان در باکو (سال ۱۹۹۶)

### تورنمنت‌های جهانی
- رتبه دوم در تورنمنت جهانی در باکو (سال ۱۹۸۳)
- رتبه نخست در تورنمنت جهانی در جمهوری چک (سال ۱۹۸۴)
- رتبه نخست در تورنمنت جهانی در در لهستان (سال ۱۹۸۸)
- رتبه دوم در تورنمنت جهانی در ازبکستان (سال ۱۹۹۴)
- رتبه یکم- دوم در تورنمنت جهانی در زاغولبا در جمهوری آذربایجان (سال ۱۹۹۷)
- رتبه یکم- دوم در تورنمنت جهانی در آنکارا (سال ۱۹۹۸)
- رتبه دوم- چهارم در تورنمنت جهانی در آتن (سال ۱۹۹۹)
- آیدین حسینف در ۳۰ سال گذشته به همراه تیم ملی جمهوری آذربایجان در تورنمنت‌های جهانی حضور یافته‌است.
- وی برنده جایگاه اول در تالبوی ۱ (نمره ۵٫۵ از مجموع ۷ بازی) و گری کاسپارف در تالبوی ۲ در مسابقه شطرنج دانش آموزان شوروی در سال ۱۹۷۴ شدند؛ مسابقه‌ای که تیم ملی در رتبه دوم قرار گرفت.
- رتبه اول در تابلوی ۲ (نمره ۸ از مجموع ۹ بازی) در مسابقه شطرنج شوروی در سال ۱۹۹۰

این شطرنج باز آذربایجانی در سال‌های ۱۹۷۹ و ۱۹۸۳ آذربایجان را نمایندگی کرده‌است. در همین ارتباط، در ۳۳-امین مسابقه شطرنج الیستا در سال ۱۹۹۸ و در تورنمنت شطرنج اروپا در شهر پولای کشور کرواسی در سال ۱۹۹۷ شرکت کرده‌است.